# گورستان سماوات
قبرستان سماوات مربوط به سده‌های متاخر دوران‌های تاریخی پس از اسلام است و در شهرستان گیلانغرب، بخش گواور، دهستان گواور، ۷۰ متری جنوب غربی روستای سماوات واقع شده و این اثر در تاریخ ۲۶ اسفند ۱۳۸۷ با شمارهٔ ثبت ۲۵۶۳۳ به‌عنوان یکی از آثار ملی ایران به ثبت رسیده است.